# Chundan Vallam

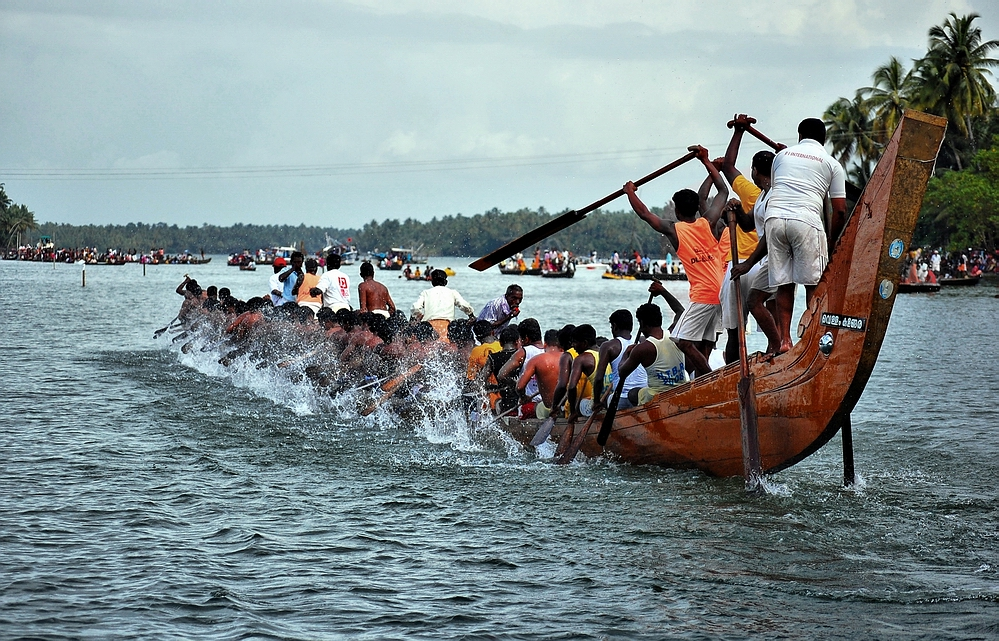

Chundan Vallam, mais conhecido por Snake Boat Race é uma corrida em canoas gigantes de até 40 metros que levam até 103 pessoas nos lagos indianos de Kerala, sendo um dos ícones da cultura da região. Devido ao comprimento, as canoas acabam lembrando uma cobra, por isso o nome de Snake Boat.
Essa tradicional corrida tornou-se notória no Brasil em 2016, após aparecer no programa Esporte Espetacular, no quadro "Jogos do Mundo".

## Lista de eventos
Ao longo do ano são disputados vários eventos. Os mais tradicionais são:

### Eventos maiores
- Nehru Trophy Boat Race - Punnamada Lake, Alappuzha[2]
- Aranmula Uthrattadi Vallamkali - Aranmula, Pathanamthitta
- President's Trophy Boat Race - Ashtamudi lake, Kollam
- Kallada Boat Race - Kallada River, Kollam
- Pampa Boat Race - Neerattupuram
- Champakulam Moolam Boat Race
- Kumarakom Boat Race
- Payippad Jalotsavam
- Kannetty Sree Narayana Boat Race - Karunagappally, Kollam
- Thazhathangadi Boat Race - Kottayam
- Gothuruth Boat Race - Periyar, Ernakulam[3][4]
- Piravom Boat Race - Piravom

### Eventos menores
- Thuruthippuram Boat Race - Thuruthippuram
- Paravur Jalothsavam & Boat Race - Paravur Thekkumbhagam, Kollam
- ATDC Boat Race - Alappuzha
- Rajiv Gandhi Trophy boat race - Pulinkunnu
- Neerettupuram Pampa Boat Race
- Karuvatta Boat Race
- Kavanattinkara Boat Race
- Kumarakom Arpookara Vanitha Jalamela - Kumarakom
- Mahatma Boat Race, Mannar - Alappuzha
- Kottapuram Boat Race - Kottapuram
- Kodungallur and Kumaranasan Smaraka Jalotsavam - Pallana
- Indira Gandhi Boat Race - Kochi Lake
- Kaithappuzhakkayal Boat Race - Kaithappuzha Lake, Ernakulam
- Biyyam Kaayal Boat Race - Ponnani
- Uthara malabar Boat Race - Thejaswini Lake, Kasaragod

### Corridas realizadas fora de Kerala
- Canadian Nehru Trophy Boat Race - Brampton, Canada, organized by Brampton Malayalee Samajam[5]